# Садег-кули-хан Пунли
Садег-кули-хан Пунли (Садик Хан, Мохаммад Садик, Садик Пунли); город Пунель, Талышдолаб, Гилян — 1869/1870 год (1286 год по хиджре) д. Рена, Резваншахр) — талышский поэт и каллиграф.

## Биография
Был сыном Али-кули-хана из Пунеля в Талышдолабе и братом Хусейна-кули-хана (правителя Талышдолаба между 1240 и 1220 годами по хиджре). Из нескольких источников следует, что он жил в эпоху Каджаров.
Садег-кули-хан был сыном могущественного правителя и воспитывался в знатной семье, он выбрал другой путь и, будучи образованным мистиком, далеким от забот правительства и монархии, проводил свои дни в поклонении, учебе и занятиях поэзией и литературой. По имеющимся данным, он является одним из ярким поэтов Талыша, который сочинил большое количество стихотворений на родном языке.
Его сборник поэзии под названием «Барг Сабз» , написанным рукой самого поэта, ходил среди нескольких человек, но был утерян. Садег-кули-хан упомянул в своём сборнике, что он был учеником династии Накшбанди, в частности учеником шейха Сираджуддина Накшбанди. Поэтому он выразил почтение Хаджу Махмуду Курдистани, одному из преемников шейха Сираджуддина, который прибыл в Талыш, чтобы наставлять мусульман региона.
Садег-кули-хан умер в 1286 году по хиджре и был похоронен в деревне Рена (Ринех), пригороде Резваншахра.

### Пример поэзии
| На талышском | Перевод |
| --- | --- |
| Ešt mižeh, bera, tir ve kemune, Cemen deler berde meste cešune. Dimer Kaabe zelgar cy Kaabe cader, Be Mina gardenar canam ǧorbune. Heda my vate kela beren emune, Ešt vinde cemen derdi dermune. Axere nefesim, namiš ičadet, Cemen divune res sahib zemnune | Твои ресницы и брови — луки и стрелы. Ты покорила мое сердце своими пьяными глазами. Твое лицо — Кааба, а твои волосы — занавес Каабы. Моя жизнь принесена в жертву твоей хрустальной шее. Я просто сказал: Девочка! Пришло время мира и безопасности, Видеть тебя — это лекарство от моей боли и Я умираю, но ты так и не пришел меня навестить. Мой судья — хозяин времени (хозяин времени отнимет у тебя мое право). |